# Seznam představitelů Kladna

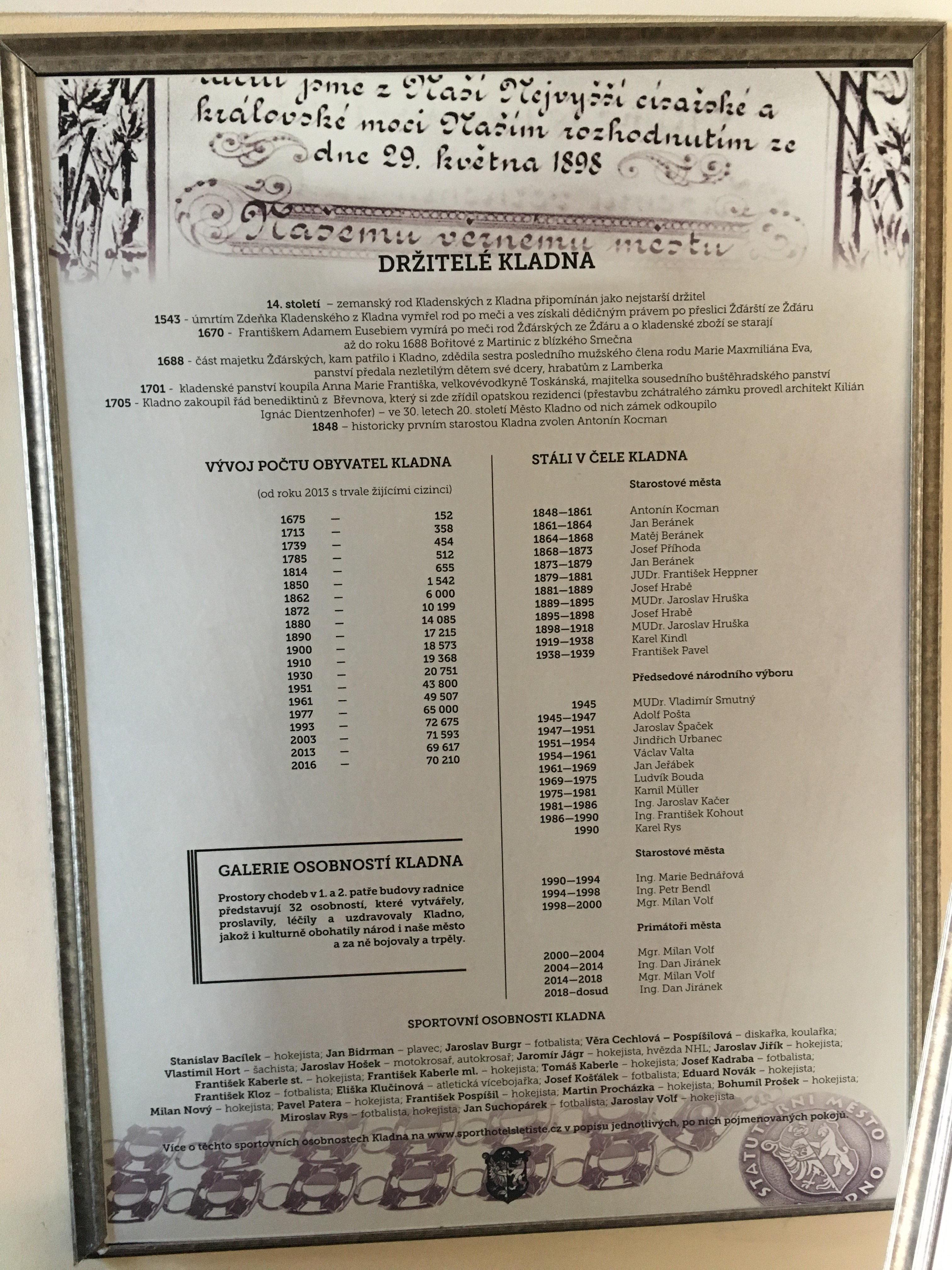
Představitelé Kladna ve vstupu do radnice (v roce 2020)

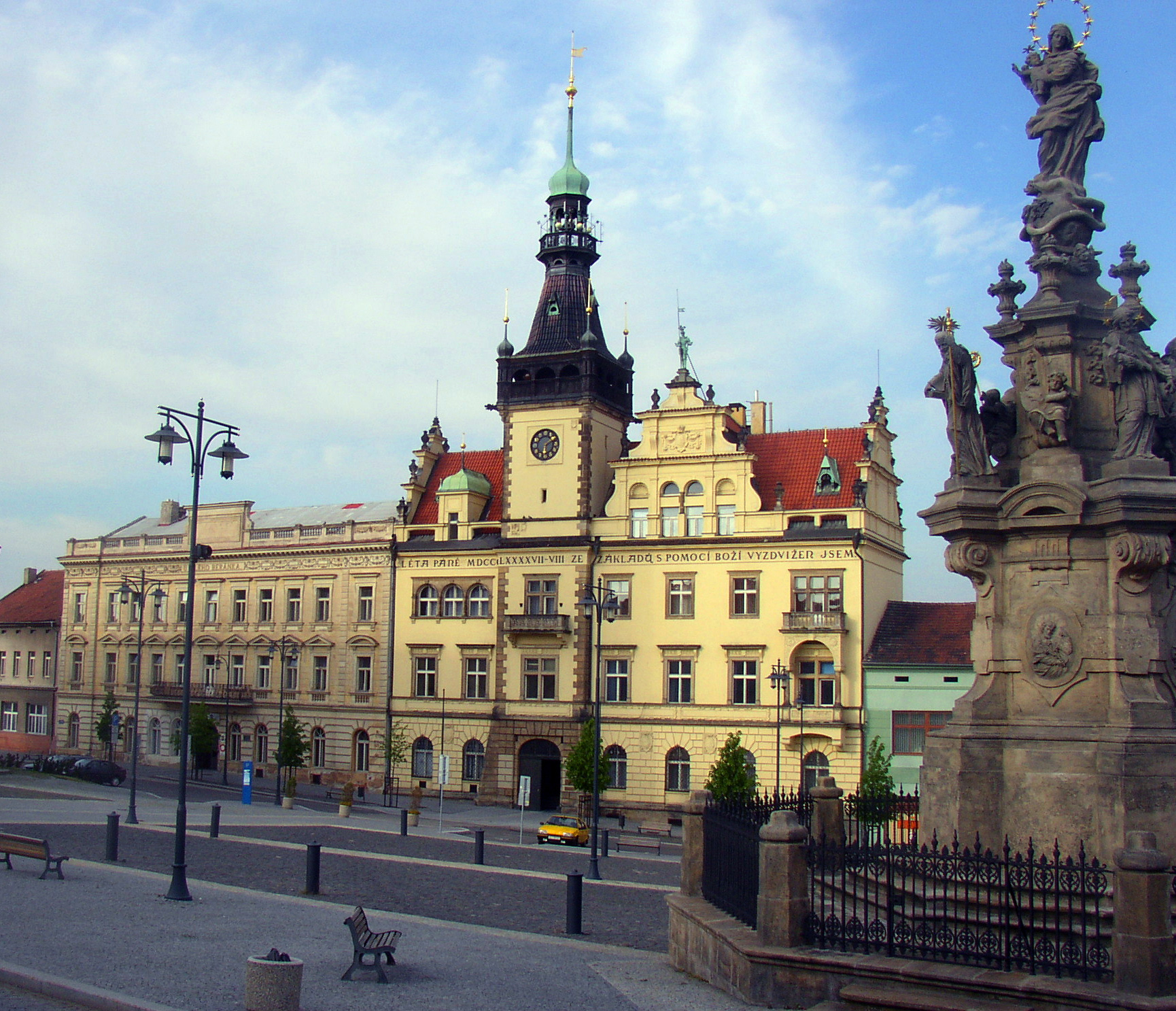
Budova radnice v Kladně slouží jako sídlo představitelů města Kladna od roku 1898

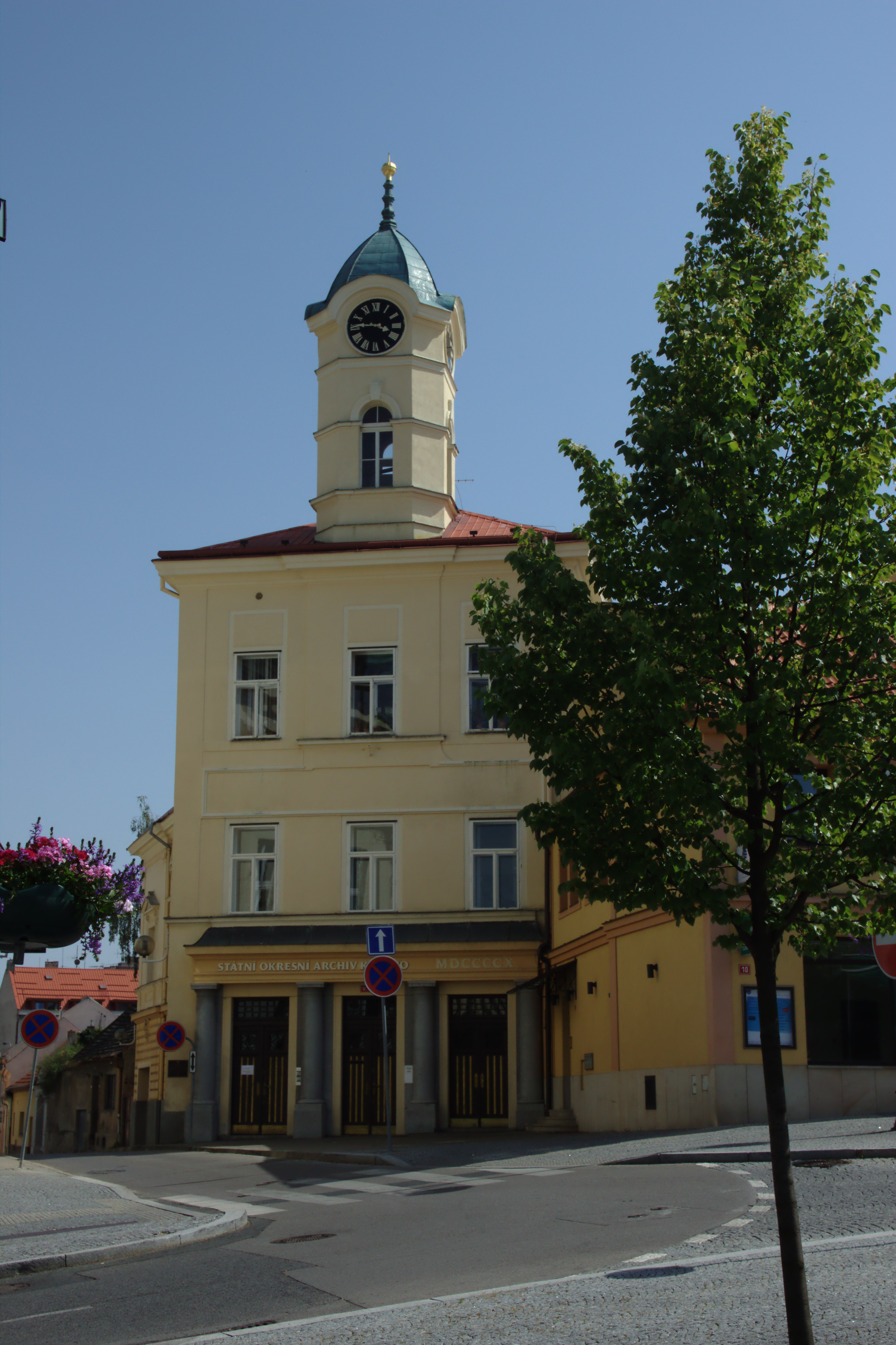
Budova Státního okresního archivu (kladenská radnice v letech 1561-1843)

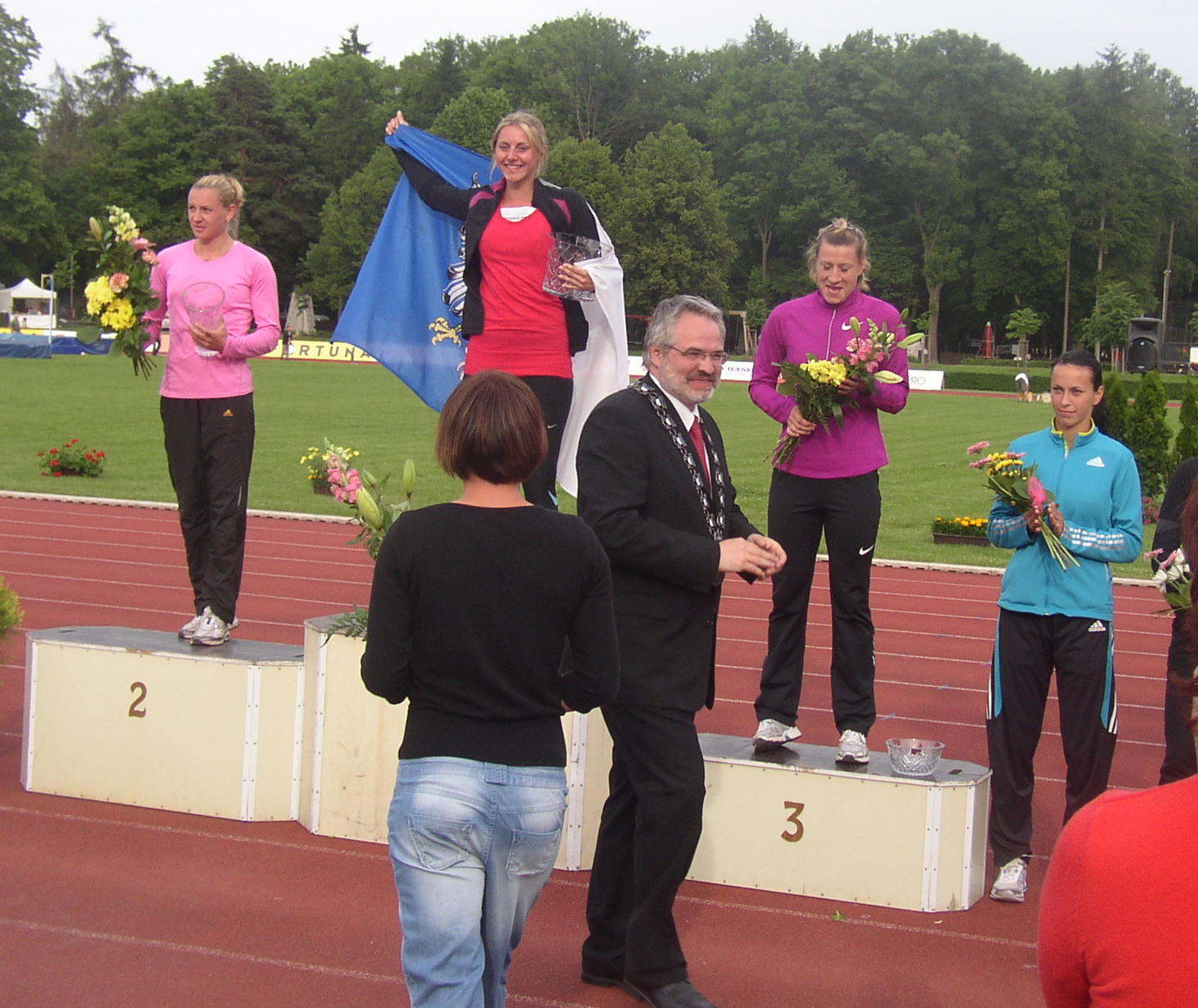
Primátor Dan Jiránek při předávání cen na 4. TNT Fortuna Meetingu na Sletišti v Kladně roce 2010

Seznam představitelů Kladna je chronologický seznam kladenských starostů (1848–2000; včetně vládních komisařů), předsedů národního výboru (1945–1990) a primátorů (od roku 2000).

## Seznam
| Č. | Portrét                              | Jméno                             | Od                 | Do                 | Funkce         | Strana                            | Poznámky |
| -- | ------------------------------------ | --------------------------------- | ------------------ | ------------------ | -------------- | --------------------------------- | --- |
| 1  | Není dostupný portrét                | Antonín Kocman (?–?)              | 1848               | 1861               | starosta       |                                   | rolník, první volený kladenský purkmistr |
| 2  | Není dostupný portrét                | Jan Beránek (?–?)                 | 1861               | 1864               | starosta       |                                   | |
| 3  | Není dostupný portrét                | Matěj Beránek (?–?)               | 1864               | 1868               | starosta       |                                   | |
| 4  | Není dostupný portrét                | Josef Příhoda (?–?)               | 1868               | 1873               | starosta       |                                   | |
| 5  | Není dostupný portrét                | Jan Beránek (?–?)                 | 1873               | 1879               | starosta       |                                   | |
| 6  | Není dostupný portrét                | JUDr. František Heppner (?–?)     | 1879               | 1881               | starosta       |                                   | |
| 7  | Josef Hrabě, rodinná hrobka v Kladně | Josef Hrabě (1839–1899)           | 1881               | 1889               | starosta       |                                   | kladenský stavitel, klášter chudých sester školských, budova chlapecké školy, předseda spolku pro postavení nového kostela Nanebevzetí Panny Marie |
| 8  | portrét 1899                         | MUDr. Jaroslav Hruška (1847–1930) | 1889               | 1895               | starosta       | Národní strana (1848) (staročeši) | známý také jako H. Uhden |
| 9  | Josef Hrabě, rodinná hrobka v Kladně | Josef Hrabě (1839–1899)           | 1895               | 1898               | starosta       |                                   | podruhé ve funkci, rytíř řádu Františka Josefa, nositel zlatého záslužného kříže s korunou a čestný občan města                                    |
| 10 | portrét 1899                         | MUDr. Jaroslav Hruška (1847–1930) | 1898               | 1918               | starosta       | Národní strana (1848) (staročeši) | známý také jako H. Uhden, v této funkci působil nejdéle                                                                                            |
| 11 | Není dostupný portrét                | Karel Kindl (1881–1945)           | 1919               | 1938               | starosta       | sociální demokrat                 | místopředseda ČSDSD, zemřel v koncentračním táboře v Dachau, druhý nejdéle volený starosta města                                                   |
| 12 | Není dostupný portrét                | František Pavel (1869–1939)       | 1938               | 1939               | starosta       | sociální demokrat                 | byl jednou z prvních obětí nacistické okupace, od roku 1989 je po něm pojmenováno náměstí před radnicí                                             |
| 13 | Není dostupný portrét                | Rudolf Steinsdörfer (?–?)         | 1939               |                    | vládní komisař | NSDAP                             | z Poldi, vedoucí kladenské NSDAP, po tragických událostech ze 7. června 1939 (zastřelení německého policisty) převzali vládu nad Kladnem Němci     |
| 14 | Není dostupný portrét                | Karel Zucker (?–?)                |                    | 1945               | vládní komisař | NSDAP                             | |
| 15 | Není dostupný portrét                | MUDr. Vladimír Smutný (?–?)       | 1945               | 1945               | předseda MěNV  |                                   | |
| 16 | Není dostupný portrét                | Adolf Pošta (?–?)                 | 1945               | 1947               | předseda MěNV  |                                   | |
| 17 | Není dostupný portrét                | Jaroslav Špaček (?–?)             | 1947               | 1951               | předseda MěNV  |                                   | |
| 18 | Není dostupný portrét                | Jindřich Urbanec (?–?)            | 1951               | 1954               | předseda MěNV  |                                   | |
| 19 | Není dostupný portrét                | Václav Valta (?–?)                | 1954               | 1961               | předseda MěNV  |                                   | |
| 20 | Není dostupný portrét                | Jan Jeřábek (?–?)                 | 1961               | 1969               | předseda MěNV  |                                   | |
| 21 | Není dostupný portrét                | Ludvík Bouda (?–?)                | 1969               | 1975               | předseda MěNV  |                                   | |
| 22 | Není dostupný portrét                | Kamil Müller (?–?)                | 1975               | 1981               | předseda MěNV  |                                   | |
| 23 | Není dostupný portrét                | Ing. Jaroslav Kačer (?–?)         | 1981               | 1986               | předseda MěNV  |                                   | |
| 24 | Není dostupný portrét                | Ing. František Kohout (?–?)       | 1986               | 15. února 1990     | předseda MěNV  |                                   | |
| 25 | Není dostupný portrét                | Karel Rys (1930–1991)             | 15. února 1990     | 10. prosince 1990  | předseda MěNV  | OF                                | |
| 26 | Není dostupný portrét                | Ing. Marie Bednářová (* 1943)     | 10. prosince 1990  | 5. prosince 1994   | starostka      | nezávislí                         | dosud jediná žena v této funkci |
| 27 | portrét 2013                         | Ing. Petr Bendl (* 1966)          | 5. prosince 1994   | 27. listopadu 1998 | starosta       | ODS                               | |
| 28 | Není dostupný portrét                | Mgr. Milan Volf (* 1963)          | 27. listopadu 1998 | 2000               | starosta       | ODS                               | |
| 29 | Není dostupný portrét                | Mgr. Milan Volf (* 1963)          | 12. listopadu 2000 | 6. dubna 2004      | primátor       | ODS                               | první kladenský primátor (od 12. listopadu 2000 se Kladno stalo statutárním městem)                                                                |
| 30 | portrét 2013                         | Ing. Dan Jiránek (* 1963)         | 24. května 2004    | 6. listopadu 2014  | primátor       | ODS                               | |
| 31 | Není dostupný portrét                | Mgr. Milan Volf (* 1963)          | 6. listopadu 2014  | 21. listopadu 2018 | primátor       | Volba pro Kladno                  | |
| 32 | portrét 2013                         | Ing. Dan Jiránek (* 1963)         | 21. listopadu 2018 | 14. září 2020      | primátor       | ODS                               | |
| 33 | Není dostupný portrét                | Mgr. Milan Volf (* 1963)          | 14. září 2020      | úřadující          | primátor       | Volba pro Kladno                  | |